# Bisbat de Colima
Colima  (espanyol: Diócesis de Colima , llatí:  Dioecesis Colimensis) és una diòcesi de l'Església Catòlica a Mèxic, sufragània de l'arquebisbat de Guadalajara, i que pertany a la regió eclesiàstica Occidente. Al 2014 tenia 627.000 batejats sobre una població de 688.000 habitants. Actualment està regida pel bisbe Marcelino Hernández Rodríguez.

## Territori
La diòcesi comprèn tot l'Estat de Colima i vuit municipis de l'estat de Jalisco: Jilotlán, Pihuamo, Tecalitlán, Tolimán, Tonaya, Tonila, Tuxcacuesco i Zapotitlán.
La seu episcopal és la ciutat de Colima, on es troba la catedral de Mare de Déu de Guadalupe.
El territori s'estén sobre 11.391 km², i està dividit en 53 parròquies, agrupades en sis zones pastorals: Centro, Cañera, Costera, Valle de Tecomán, Montañosa i Transvolcánica.

## Història
La diòcesi de Sinaloa va ser erigida el 11 de desembre de 1881 mitjançant la butlla Si principum del Papa Lleó XIII, prenent el territori de l'arquebisbat de Guadalajara.
El 2 de maig de 1953 per efecte del decret Quo melius de la Sacra Congregació Consistorial, incorporà les parròquies d'Aquila, Coahuayana i Villa Victoria, que pertanyien al bisbat de Tacámbaro.
Posteriorment ha cedit noves porcions del seu territori per tal que s'erigissin noves circumscripcions eclesiàstiques:
- el 28 de gener de 1961 a benefici del bisbat d'Autlán;
- el 13 de gener de 1962 a benefici de la prelatura territorial de Jesús María;
- el 30 d'abril de del mateix any a benefici del bisbat d'Apatzingán;
- el 25 de març de 1972 a benefici del bisbat de Ciudad Guzmán.

## Episcopologi
- Francisco Melitón Vargas y Gutiérrez † (15 de març de 1883 - 1 de juny de 1888 nomenat bisbe de Tlaxcala)
- Francisco de Paula Díaz y Montes † (27 de maig de 1889 - 14 d'abril de 1891 mort)
- Atenógenes Silva y Álvarez Tostado † (11 de juliol de 1892 - 21 d'agost de 1900 nomenat arquebisbe de Michoacán)
- José Amador Velasco y Peña † (17 de juliol de 1903 - 30 de juny de 1949 mort)
- Ignacio de Alba y Hernández † (30 de juny de 1949 - 25 de juliol de 1967 jubilat)
- Leonardo Viera Contreras † (25 de juliol de 1967 - 25 de març de 1972 nomenat bisbe de Ciudad Guzmán)
- Rogelio Sánchez González † (23 de juliol de 1972 - 8 de febrer de 1980 renuncià)
- José Fernández Arteaga (8 de febrer de 1980 - 20 de desembre de 1988 nomenat arquebisbe coadjutor de Chihuahua)
- Gilberto Valbuena Sánchez (8 de juliol de 1989 - 9 de juny de 2005 jubilat)
- José Luis Amezcua Melgoza (9 de juny de 2005 - 11 de novembre de 2013 jubilat)
- Marcelino Hernández Rodríguez, des de l'11 de novembre de 2013

## Demografia
A finals del 2013 la diòcesi tenia 627.000 batejats sobre una població de 688.000 persones, equivalent al 91,1% del total.
| any  | població | població | població | sacerdots | sacerdots       | sacerdots       | sacerdots             | diaques | religiosos | religiosos | parròquies |
| ---- | -------- | -------- | -------- | --------- | --------------- | --------------- | --------------------- | ------- | ---------- | ---------- | ---------- |
| any  | batejats | total    | %        | total     | clergat secular | clergat regular | batejats per sacerdot | diaques | homes      | dones      |            |
| 1950 | 280.000  | 281.000  | 99,6     | 92        | 92              |                 | 3.043                 |         |            | 151        | 30         |
| 1966 | 375.745  | 387.262  | 97,0     | 162       | 160             | 2               | 2.319                 |         | 6          | 221        | 33         |
| 1970 | ?        | 449.768  | ?        | 134       | 131             | 3               | ?                     |         | 5          | 291        | 35         |
| 1976 | 380.504  | 422.784  | 90,0     | 117       | 112             | 5               | 3.252                 |         | 12         | 200        | 39         |
| 1980 | 466.500  | 490.000  | 95,2     | 112       | 106             | 6               | 4.165                 |         | 6          | 193        | 41         |
| 1990 | 563.171  | 672.473  | 83,7     | 108       | 101             | 7               | 5.214                 |         | 7          | 173        | 45         |
| 1999 | 549.534  | 676.965  | 81,2     | 138       | 129             | 9               | 3.982                 |         | 15         | 232        | 51         |
| 2000 | 608.972  | 676.636  | 90,0     | 134       | 125             | 9               | 4.544                 |         | 14         | 209        | 52         |
| 2001 | 621.152  | 690.168  | 90,0     | 133       | 124             | 9               | 4.670                 |         | 14         | 212        | 52         |
| 2002 | 633.636  | 697.069  | 90,9     | 132       | 123             | 9               | 4.800                 |         | 14         | 211        | 52         |
| 2003 | 639.338  | 704.039  | 90,8     | 130       | 122             | 8               | 4.917                 |         | 18         | 248        | 52         |
| 2004 | 645.092  | 711.079  | 90,7     | 131       | 124             | 7               | 4.924                 |         | 12         | 238        | 52         |
| 2006 | 591.262  | 649.739  | 91,0     | 135       | 128             | 7               | 4.379                 |         | 14         | 229        | 52         |
| 2013 | 627.000  | 688.000  | 91,1     | 124       | 119             | 5               | 5.056                 |         | 9          | 304        | 53         |